# Aeropuerto de Castlegar
El Aeropuerto de Castlegar (del inglés: Castlegar Airport) (IATA: YCG, OACI: CYCG) es un pequeño aeropuerto regional en Castlegar, Columbia Británica. Es de propiedad privada y administrado por la ciudad de Castlegar. YCG tiene un terminal de 15 317 pies cuadrados (1423 m²). Debido al terreno montañoso a ambos lados de la pista de aterrizaje, no se puede aterrizar de frente. Por eso este aeropuerto solo puede recibir vuelos de día, y el sistema de aterrizaje instrumental está programado en el 5% de inclinación en vez del usual 2.5% al acercarse. El instrumento de acercamiento a Castlegar es considerado como uno de los más difíciles entre los aeropuertos comerciales en Norteamérica. El aeropuerto de Castlegar se encuentra en reestructuración para poder recibir vuelos de noche.
Este aeropuerto es clasificado por NAV CANADA como un puerto de entrada y los servicios de entrada son administrados por Canada Border Services Agency. Los oficiales de aduanas de CBSA officers en este aeropuerto pueden recibir aviones de hasta 15 pasajeros.

## Aerolíneas y destinos
- Air Canada
  -  Air Canada Jazz
    - Calgary / Aeropuerto Internacional de Calgary
    - Vancouver / Aeropuerto Internacional de Vancouver